# متیو هنری
متیو هنری (انگلیسی: Matthew Henry; ۱۸ اکتبر ۱۶۶۲ – ۲۲ ژوئن ۱۷۱۴) متخصص  الهیات، نویسنده، و کاهن (مسیحیت) اهل ولز بود.